# SMILE (L'Arc〜en〜Cielのアルバム)
『SMILE』(スマイル) は、日本のロックバンド、L'Arc〜en〜Cielの9作目のスタジオ・アルバム。2004年3月31日発売。発売元はKi/oon Records。

## 解説
前作『REAL』以来約3年7ヶ月ぶりとなる9作目のスタジオ・アルバム。
本作には、アルバムに先行し2004年に発表したシングル「READY STEADY GO」「瞳の住人」の表題曲を含めた10曲が収められている。また、2001年に発表したシングル「Spirit dreams inside -another dream-」にカップリングとして収録された楽曲「Spirit dreams inside」も収められている。なお、本作のマスタリングは、U2の『ポップ』やニルヴァーナの『ネヴァーマインド』のマスタリングを務めたエンジニアであるハウィー・ウェインバーグ（Masterdisk）が担当している。
ちなみに本作は、前作『REAL』に続き海外でもリリースされている。また、日本でのリリースから約3ヶ月後の2004年6月29日には、ソニー・ミュージックエンタテインメントがアメリカ向けに設立したレーベル、Tofu Recordsから米国盤がリリースされている。この米国盤にはボーナストラックとして、13曲目に「READY STEADY GO (hydeless version)」が収録されている。

### 背景
| 2002 | 『ROENTGEN』 (hyde, HYDE名義)                    |
| 2002 | 『ROENTGEN english version』 (hyde, HYDE名義)    |
| 2002 | 『acid android』 (yukihiro, acid android名義)    |
| 2002 | 『Suite November』 (tetsuya, TETSU69名義)        |
| 2003 | 『GRACE』 (ken, SONS OF ALL PUSSYS名義)          |
| 2003 | 『faults』 (yukihiro, acid android名義)          |
| 2003 | 『gimme A guitar』 (ken, SONS OF ALL PUSSYS名義) |
| 2003 | 『high』 (ken, SONS OF ALL PUSSYS名義)           |
| 2003 | 『666』 (hyde, HYDE名義)                         |
| 2004 | 『ROENTGEN.english』 (hyde, HYDE名義)            |

L'Arc〜en〜Cielは2001年9月にシングル「Spirit dreams inside -another dream-」を発表した後、活動休止宣言はしていなかったものの、長らくレコーディング作業やライヴ活動を停止していた背景がある。そのため、本作のレコーディングはL'Arc〜en〜Cielとして約3年ぶりの録音作業となった。
2001年から2003年にかけて、メンバー4人はソロ名義もしくは別バンドでの活動（hyde→ HYDE、ken→ SONS OF ALL PUSSYS、tetsuya→ TETSU69、yukihiro→ acid android）を主軸としていた。そして2002年、hydeは1stソロアルバム『ROENTGEN』のリリース前に、メンバーへ手紙を送り、L'Arc〜en〜Cielを脱退したい旨を伝えたという。この手紙を受け、tetsuyaはメンバーだけを集め、4人で話し合う場を設けている。そこでは新たにボーカルを入れることを誰も言い出さなかったこともあり、ボーカル脱退に伴い、バンドを解散させる方向で話が終わったという。ただ、tetsuya曰く、hydeからバンドを辞めたいと思った具体的な理由を聞いていなかったため、今度はhydeと2人だけで会い、話し合ったという。そこでバンド内の雰囲気や所属事務所などとの関係を改善していくことを確認し合い、バンドを存続させることが決まった。こういった活動休止状態の期間におけるバンドの裏側の模様は、hydeが2012年に本名名義で出版した『THE HYDE』、tetsuyaが同年に出版したインタビュー本『哲学2。』で、それぞれの視点から詳細が明かされている。
バンド解散を回避したL'Arc〜en〜Cielは、2003年6月25日に赤坂BLITZで、公式ファンクラブ会員のみを対象としたライヴ「Akasaka Zero day」を開催。その3日後となる2003年6月28日から、同年7月6日にかけてライヴ「Shibuya Seven days 2003」を国立代々木競技場・第一体育館で開催する。このライヴの最終日の公演が終わったタイミングで、会場のスクリーンに＜2004年、ニューアルバムリリース＞という情報を初解禁し、一部週刊誌などで囁かれていた"解散説"を一蹴する。そして、この公演直後の2003年7月13日から、本作のレコーディングが本格的に始まることになった。kenは、久々にL'Arc〜en〜Cielの活動を始めることについて、本作発売当時のインタビューで「正直こう、いつするんだろうって感じでしたね。いつすんだろう、しないのかな、するのかなっていう。けどまあ、曲はちょこちょこ、ラルクでやりたい曲はあるなあみたいな」「（活動再開の幕開けとなるライヴ）「Shibuya Seven days 2003」やる前がいちばん、どうなるんだろう？って思ってた。それ決まる前は、何も考えてなかった」「どうしたい？っていうより、どうなるんだろう、って考え始めて、いろいろシミュレーションしてたんだけど…ま、なるようにしかならないよな、って（笑）。もういい年こいた4人が集まるんだから今さらどう変わるわけでもなく。いつもの感じ」と述懐している。また、kenは活動が止まっていた時期について「（活動が止まってたときは）疲れはとれましたよね。あんなさんざん疲れた疲れたって言ってた男が（笑）」と述べている。さらにyukihiroは、同インタビューで「僕はとにかくやりたいと思ってた」「まだまだやれると思ったからですね、ラルクは。音楽的な部分で行き詰まってたわけじゃないと思うし、こんな形で終わるはずはないから」と語っている。
なお、hydeは本作発売当時のインタビューで、4人でレコーディングやプロモーション活動を久々に行ってみた印象について「どっか新鮮ですね、やっぱり。休止前とは違う何かがある感じ」「今までのラルクは当然引きずってるし、それでいながら新たな進化もしているのが音にも出てる。相変わらずな部分は相変わらずだし。でも確実に進化してるところは進化してる、って感じですね。お互いを尊重しつつも、やっぱりひとりの方が身軽っちゃあ身軽じゃないですか。そういう意味で重いところもいくつかあるけど、そこはちゃんと各自を尊重してる部分っていうのがある」と述べている。

### 録音作業と音楽性
『SMILE』の録音作業は、2003年6月から同年7月にかけて国立代々木競技場第一体育館で開催したライヴ「Shibuya Seven days 2003」の公演終了直後から開始され、年を跨ぎ2004年1月頃まで行われている。この期間中に制作された楽曲に、2001年にリリースしたシングル「Spirit dreams inside -another dream-」のカップリングとして発表されていた「Spirit dreams inside」を加えアルバムが完成している。ちなみに2003年から行ったレコーディング現場の模様の一部は、本作の初回限定盤に付属するDVDに収録されている。余談だが、本作をレコーディングするタイミングで、2004年6月に発表されることになったシングル「自由への招待」の収録曲も録音作業が行われている。
本作には、前作『REAL』に引き続き、hyde、ken、tetsuya、yukihiroの4人それぞれが作曲した楽曲が収められている。また、本作の編曲作業は、共同プロデューサーである岡野ハジメが全曲で携わっている。ただ、「Coming Closer」の編曲には、キーボーディストの菅原弘明も参加している。なお、今回のレコーディングでは、本格的な制作に入る前にメンバー個々でアレンジを練る期間を設けていたという。このことについて、kenは「レコーディングに入る前に時間の余裕が生まれたことで、事前に楽曲のアレンジや全体像を練ることができた」と述べており、「（レコーディングでは）演奏することに集中できた」と制作を振り返っている。また、本作ではアレンジ面が全体的にシンプルな仕上がりとなっており、ギター、ベース、ドラムの音が前に出ている印象が感じられる。kenは、本作発売後に受けたインタビューで「今回、マニピュレーターをほぼ入れずに、自分でイジったりしてたから、その辺で、人格がそんなに多くないっていうところも影響してるかもしれない」「低い部分を、他の楽器で、あとで埋めてたような所もギターで貫いてるから。（中略）前だったら"ここは7thで貫こう"とか、"コードが変わってもステイだぞ"とか、そういうことをして、パッドでコード感を出したりとかもしてた」「低い方に"ブッ"といたいから、上の方はあんまり弾きたくなかった。前だったら上にアルペジオとかをカマしてたんだろうなっていうようなところも、そういう気分じゃないって。自分の中で、そういうことに凄く、'90年代的なものを感じちゃったんだよね」と述べている。
本作の音楽性としては、前述のようにスリーピースのバンドサウンドを前面に出したこと、そして前作『REAL』をレコーディングしていた頃にデモを制作した楽曲をいくつか収録したこともあってか、オルタナティヴ・ロックを彷彿とさせるギター・ロックにポップなメロディをのせたものが多くなっている。他にも、2000年代のU.S.ポップ・パンクの雰囲気を内包した楽曲や、異国民謡を意識したコードがのせられた楽曲、クラシカルなバラードソングなど、多彩な音源が収められている。今回のアルバム制作を振り返り、kenは「年をとればとるほど、人と違う、ってことを思い知らされると思うんですね。ひとりずつが性格も、趣味・趣向も、やりたいことも違う。休止前は、その差にビビってたんですけど、それを楽しめるようになってきたのかもね」と述べている。また、hydeは、今回自身が作曲するうえでの姿勢について「作ってて、リズムとか、イギリスっぽいなと思ったけど。あとはまぁ…当然ラルクは他のメンバーも曲作るんで、他のメンバーの曲とかも聴きつつ、hydeっていうキャラが今出す曲は、こういう曲がいいなっていうスタンスでしたね」と本作発売当時に語っている。さらにkenは、自身の作曲姿勢について「前だったら打ち込みっぽい曲を作ってみようとか、変拍子でビックリさせようとか、アルペジオとか使ってザ・キュアーみたいな雰囲気でバッキングトラックを作ったらどうかとかがあったんですけど...今はまた立ち返って、こういうふうなとか、ああいうふうなとか、ラウドロックとか、ハードロックとか、"何とかロック"じゃなく、シンプルなロックを上手く自分達が楽しめてやれればいいなと思った」と述懐している。
なお、本作にはメンバー4人のソロ活動における経験がそれぞれに活かされた楽曲が集められている。本作に収録された楽曲について、kenは「色が出てるよね。プレイよりもむしろ作曲の方で、それぞれのらしさを感じたね。そんな中で俺は、今までだったら普通にコード譜に載ってるようなコードで弾いてた場所でも、ローをさらに1つ下に展開してコードをつけていった感じ。それはS.O.A.P（＝SONS OF ALL PUSSYS）でやったことも活きてると思うし、L'Arc〜en〜Cielが動いていない間に耳にして、いいなと思っていた音楽が、そういうビートだったっていうことだと思うけど。決して6弦開放のEが一番低い音だと感じさせないビートっていうか。（中略）俺の中では、音質とビートがそこで一緒になるよね。"21世紀型L'Arc〜en〜Ciel"に合ったビートっていうことになるんじゃないかなと」「S.O.A.Pをやったせいかもしれないけど、リフ中心の曲が多いし、エフェクトを使った音が前に出るっていうんじゃなく、"ギターとアンプと歪み"っていうところでセッティングされてるもので弾いてるから、それをガッツリやるっていうことだけに集中して」と述べている。また、tetsuyaは、計9名のアレンジャーを招き制作した1stソロアルバム『Suite November』に触れたうえで、自身の作曲姿勢の変化について「あれ（『Suite November』）はいろいろと実験的なアルバムだったんですよね、自分はバンドでしか音楽を作ってこなかったから一人で何かできるのかな？という不安もありつつ、いろんな人と組んでやって。その中でよかったこととダメだったことがいろいろあって、ダメだったことに関しては"じゃあ次からどうしたらいいんだ？"って考えて、そこで初めて"次からこうしたい"っていうことが見えてきた」「『Suite November』を作ったことによって、自分の曲の作り方だったり自分の得意なモノだったり、次はこういう曲を書きたいとか、そういうことが初めてわかった。そこでわかったことによって、ラルクで曲を書くことにも目覚めたというか」と述べている。さらにhydeは、2012年に発表した自叙伝にて「『ROENTGEN』を作る事によって、自分のポップセンスがグイッと磨かれた気がする。あれがなければ、多分、その成長はなかったんじゃないかなと思えるくらい」「それまでは作曲っていっても、ギターを弾いてメロディを歌って、バンドに持っていって、みんなで合わせてっていう流れだったから、アレンジはバンドに頼る部分が多かったんだろうな。それが『ROENTGEN』では、デモを作って、さらにそれをどんどん自分でアレンジしていくっていうやり方を始めたんだ」と自身の作曲法の変化を綴っている。そしてyukihiroは、2001年に始めた自身のソロプロジェクト、acid androidで発表することを想定していたインダストリアル色のある音源を、本作に向けた曲出し会で提出している。ちなみに共同プロデューサーの岡野ハジメも、今回のレコーディングで前作までのL'Arc〜en〜Cielからの大きな変化を感じていたと述べている。岡野は2019年に発表した自身の著書の中で、本作を制作していた頃のL'Arc〜en〜Cielについて「『REAL』以降、メンバーの精神的にはいろいろ変化があったんじゃないですかね。純粋にバンドらしいラルクというのは、俺の中では何となく『REAL』までで、『SMILE』(2004)からは別のラルク・ブランドみたいな感じです」「メンバー的にも"ラルクでできること、できないこと"を考えだしたんだ思うんです」「『SMILE』以降はメンバーも自分たちで打ち込んだりとか、プリプロも本ちゃんに近い形で持ってくる人が現れたりしましたね」と綴っている。
また、L'Arc〜en〜Cielが長らく活動休止状態だったこともあり、メンバー曰く、本作のレコーディングには初期衝動的な楽しさがあったという。本作発売当時のインタビューで、yukihiroは今回のレコーディングを振り返り「4人でのレコーディングは新鮮でしたからね。久しぶりにレコーディングだったんで、そういう楽しげな部分が音に出てるかもしれないです」「やっぱりいちばん思ったのは、僕が音楽をやる上で、バンドってスタイルはあって当たり前のものなんだな、って。バカバカしいけど、あらためてそう思った。最初っからそうだったし、だからこうやって音楽続けてるんだろうな、って思う」と語っている。また、kenは「（活動休止中に）完璧に傍観者になった時期があったから、よかったんだと思うなぁ。例えば、楽器を弾くのが楽しいって初期衝動があるじゃないですか。それを見つめてる感じの楽しさなんですよね、今は。傍観者としての楽しさっていうか。でも、それもひとつのいいことではあるだろう、と。普通に身の回りにあって、いいことって気づきにくいじゃないですか。けど傍観者になって、気づいたから、よかったな」と述懐している。ちなみにkenは、自身が2002年に結成したSONS OF ALL PUSSYSとして、ロック・フェスティバル「SUMMER SONIC 03」に出演したり、ライヴイベントを主催し、HYDEやacid androidを含め様々なバンドを招くなど、積極的なライヴ活動を行っていた。他にも、ken曰く、活動休止期間中は観客としてライヴイベントを巡っていたという。このことについて、kenは「（L'Arc〜en〜Cielが走りだした時のために）いろんな五感を喜ばしとけばいいんじゃないかなって」「パッと見には音楽じゃなくても、二次三次的に変えていったら音楽になるものに触れとくっていうことですよね。まあそれの一環としてフェス巡り（笑）。フジ・ロックも行きましたね」「ROCK IN JAPAN FESTIVALにも行き。木の下とかで寝てましたもんね。あとちょこちょこライヴとかも。ジョンスぺ（＝ジョン・スペンサー・ブルース・エクスプロージョン）のライヴも行ったり。いろいろしました」と本作発売年に受けたインタビューで語っている。なお、L'Arc〜en〜Cielは、本作発売後の2004年7月にロック・フェスティバル「THE ROCK ODYSSEY 2004」に出演している。いわゆる"フェス"にあまり出演してこなかったL'Arc〜en〜Cielにとって、所属事務所が主催したイベント以外のライヴイベント出演は、これが1995年以来約9年ぶりのこととなった。
さらに、各メンバーが開始したソロ活動で全員がボーカリストを務めたこともあり、本作に収録された楽曲では、hyde以外のメンバーによるコーラスに大きな変化がみられるようになっている。本作のコーラスワークについて、hydeは「今までコーラス程度しかやってなかったから、そこまで歌うことに対して本気にはなってなかったと思う。みんなレコーディングを通して、たぶん本気になったからこそ、あんなに歌が上手くなったんじゃないかな」「今はラルクやっててもコーラスとかキレイに出るから、気持ちいいっスね。（中略）だからハーモニーのところとか、こっちも歌に気合いが入るし。すごくいい感じ」と述べており、メンバー個々の活動がコーラスに活きている印象を語っている。また、kenは「僕は、みんなソロやってよかったじゃんって思いますね。全速で走るっていう楽しさを、それぞれが見てきたような気がする。そりゃ全員がフロントマンやれば、全速力しか通じないしさ」と述べている。
そしてhydeが手掛ける歌詞にも、これまでに手掛けていた作品からの変化がみられる。以前のhydeは、今いる世界からの逃避を望んだような歌詞や、遠くを見つめた願望のような歌詞を多く綴ってきたが、本作に収録された楽曲のリリックにはストレートな前向きさがうかがえる。今回の作詞作業を振り返り、hydeは「僕、ハッピーエンドが好きなんですよ、ちょっと前くらいから。映画にしても、ハッピーエンドの方が泣けるな、って思って。で、ラルクってグッとくる感動的な曲が多かったりもするけど、そういうのとちょっと違って、抜け出した感覚で詞を書きたいなって気持ちもあったし、喜びで人の心に届く詞を書けたらなって。最近は特にそう思う」「もう、普通に悲しいだけのCDじゃ、僕、心が動かされないんですよ。今の僕のテンションがそうなのかもしれないけど、悲しい詞を今僕がやると、逆にすごく嘘っぽく書いちゃうような気がするんですよね。あんまり興味がない。そういう悲しい部分を表現した曲もあると思うけど、でもどっかに、ちょっと今の気持ち的には悲しいとか、暗い部分を音源にしたくないなって気持ちがあるのは確かですね。ずっと唄っていくのに、悲しい言葉を増やしていくのはどうかなって」と本作発売当時のインタビューで語っている。また、hydeは、2003年に2ndソロアルバム『666』を制作したことの反動があったことも示唆している。hydeは「『666』を作ってる時、自分の中で、徐々に闇を唄うのが辛くなってきたっていうか、なんで自分の曲なのに、そんな辛いことばっかり唄うんだろう、って疑問を感じてきて」「だから『666』も、最初にライヴで唄ってた歌詞と違うのがほとんどなんです。唄う時に嫌になって、直前で変えた歌詞が多いし。（中略）それに気づいてから、そういう笑顔な部分が書きたくなったというか…やっぱり冷めてるんですけどね。相変わらずどこかで、ちょっと信用できないな、って思ってるんだけど、でも、それを知ってるから逆に笑顔でいることの素敵さもよくわかってるというか。そういう部分を越えて、それでも人と接していかないとっていう気持ちがあるから。そこを形にしていきたいって思った」と語っている。

### アルバムタイトル、アートワーク
アルバムタイトルは従来通り、収録曲の作詞を一番多く手掛けたhydeが名付けている。今回のタイトルには前向きなワードが選ばれているが、その理由についてhydeは「単純にね、全部詞を書きあがって見たら＜笑顔＞って単語が多かったってこともあるけど、やっぱここ1、2年で、笑顔、っていうのが、僕の中ですごくポイントが高かったんですよ。愛に等しいっていうか。それくらい重要な言葉だなって思って」と述べている。
また、hydeはこのタイトルに、今後のバンド活動への想いも込めたことを示唆している。本作発売当時のインタビューで、hydeは「ソロを各自やることによって、お互いの良さを再確認したところもあると思うし。そういう状況下でまた4人が戻ることになって、痒いところに手が届くっていうのはあると思うんですよね、お互いに。すごくスマイルな部分だと思うけど。だけど僕はそういうのも含みつつ、なんだろうな…なんか希望もこめてる感じ。（中略）別に今がスマイルじゃないわけじゃないけど、スマイルでありたい、っていう、今後も。そういう気持ちをこめて」「笑顔っていうのは僕自身、詞の中でもすごく大切に使うし。あえていうなら、一番好きな単語なんですよ。人間、笑顔が一番じゃないですか！笑顔って、人間として一番素敵な感情だと思うんで」と述べている。
ちなみに、このタイトルをhydeから聞いた際の心境について、tetsuyaは「僕は嬉しかったですね。ラルクらしいタイトルだと思った。"SMILEってタイトルどう？"って言われて、イヤな気持ちはしないでしょ」「hydeからそういう言葉が出てきたのも嬉しかった」と本作発売当時に語っている。また、kenは「言われてみたらそうだねって、すごく納得できたタイトルでしたね。（中略）たぶんメロディとコードとリズムだけとったら『SMILE』って統一できない感じがするんですよ。レコーディングの雰囲気と歌詞の前向きさが一致して生まれたんだと思うんです。前向きに走っていくぜ、っていう思いと、笑顔でいたいよね、っていう『SMILE』って言葉。それは同義なような気がするし」と述べている。そして、yukihiroは「最初は意外でしたよ。（中略）でも今はぴったりだな、って思えてます。バンドの空気とか感じてるとね。これからもそう（笑顔）でありたいな、って思います」と、タイトルの印象について語っている。
なお、ジャケットのアートワークは、前作『REAL』のジャケットを手掛けたクリエイティブユニットの生意気（Namaiki）が担当している。また、ブックレットの中身の写真は、写真家の蜷川実花が撮影している。

### ライヴツアー
L'Arc〜en〜Cielは、本作のレコーディング期間に入る前の2003年6月25日に赤坂BLITZで、公式ファンクラブ会員のみを対象としたライヴ「Akasaka Zero day」を開催。その3日後となる2003年6月28日から、同年7月6日にかけて活動再開を告げるライヴ「Shibuya Seven days 2003」を国立代々木競技場・第一体育館で開催している。ちなみにこのライヴに名付けたタイトルには、ライヴの公演数である「7」という数字が含まれている。なお、この数字は、バンド名の日本語訳である「虹」の色数、さらには『旧約聖書』の創世記における「神が世界を創造した日数」と一致する。kenは、公演開催前に受けたインタビューで、このライヴタイトルに含めた意味を聞かれ、「そういう意味合い（＝虹の色数、旧約聖書の話と一致すること）を手軽に使えるってことで、7日間になったと思うんですよ。そこが強調されすぎるならば、ハズしたほうがいいのかなと6月を勧めたんですが。まとめて東京でやれたら面白いし、そこさえキープできたらいいかなと」と語っている。
また、この活動再開ライヴのセットリストには、L'Arc〜en〜Cielの代表曲の他、2001年9月に発表したもののライヴで披露されたことのなかったシングル「Spirit dreams inside -another dream-」の表題曲が組み込まれている。hydeは公演前に受けたインタビューにおいて、このライヴのセットリストを決めた背景について「3年ぐらい前にモトリー・クルーのライヴを観に行ったんですけど、ベスト盤を出したツアーで、好きな曲のオンパレードだったんですよ。最高、と思って。ある意味そういうライヴになればいいなと。今までは、ひとつのアルバムを中心に届けていく感じだったと思うんですよ。でも逆に、みんなが好きな曲をガンガンやって、祭りみたいに騒げたらいいんじゃないかなと。ラルクのファンで良かったと思ってもらえるものにしたいです」と述べている。また、tetsuyaは「僕、個人的には、ベスト盤（＝3月に3枚同発でリリースされたベストアルバム『The Best of L'Arc〜en〜Ciel』のこと）に、この曲入れたかったなぁっていう曲を選びましたね。ベスト盤が、メンバーは選曲も曲順もまったくノータッチだったんですよ。だから、自分だったらこの曲入れたかったっていう曲を結構選びましたね、ライヴの曲を選ぶときには」と述べている。ちなみに、このライヴで披露された「trick」では、メンバー4人が代わる代わるボーカルを担当している。hyde以外のメンバー3人も、2001年以降のソロ活動において全員ボーカリストとしてステージに立っていることから、それぞれのソロ活動での経験を生かしたパフォーマンスとなった。
なお、上記ライヴの最終日公演では、最後の曲「あなた」の演奏が終わった後、会場のスクリーンに＜2004年、ニューアルバムリリース＞という情報を初解禁している。そして最終日公演の約1週間後となる2003年7月13日から、本作のレコーディング期間に入っている。ちなみにL'Arc〜en〜Cielは、レコーディング期間中の2003年12月26日に、所属事務所主催のライヴイベント「天嘉 弐 -DANGER II-」に出演しており、翌2004年2月に発表するシングル「READY STEADY GO」の表題曲をサプライズ披露している。
L'Arc〜en〜Cielは本作発売の後、アルバムを引っ提げ、2004年5月8日にライヴ「SMILE TOUR 2004前夜祭」、同年5月11日から同年6月27日にかけてライヴツアー「SMILE TOUR 2004」を開催している。このツアーは、2000年に開催したドームツアー「TOUR 2000 REAL」以来約3年半ぶり、L'Arc〜en〜Cielとして久々のライヴツアーになった。なお、このツアーでは、2004年6月に発表するシングル「自由への招待」の収録曲も披露されている。ちなみにこのツアーでは、新たなパートチェンジバンド、P'UNK〜EN〜CIEL（読み：パンク アン シエル）として演奏するコーナーが設けられている。このパートチェンジバンドでは、tetsuya（当時のアーティスト名義は"tetsu"）がボーカル、hydeがギター、yukihiroがベース、kenがドラムを担当しており、L'Arc〜en〜Cielの楽曲をリアレンジしたバージョンがセルフカバーされている。ちなみにP'UNK〜EN〜CIELでは、メンバーそれぞれがアーティスト名義を変更しており、tetsuyaはTETSU P'UNK（後にT.E.Z P'UNK名義に改名）、hydeはHYDE P'UNK、yukihiroはYUKI P'UNK、kenはKEN P'UNKを名乗り演奏している。余談だが、P'UNK〜EN〜CIELとしてセルフカバーした楽曲は、2004年6月に発表されたシングル「自由への招待」か2011年6月に発表されたシングル「GOOD LUCK MY WAY」までの12作のシングルにおいて、カップリング曲として12曲が音源化されている。
なお、上記ツアーは日本全国各地のアリーナクラスの会場で開催されているが、従来のL'Arc〜en〜Cielのアリーナツアーで見られる華美な装飾や、大掛かりな舞台装置はあまり使われておらず、比較的にシンプルなステージセットが組まれている。余談だが、音楽雑誌『ROCKIN'ON JAPAN』の2004年7月号には、このライヴツアーの舞台裏に潜入取材したレポートが掲載されている。このツアーに潜入取材した音楽ライターの古河晋は、L'Arc〜en〜Cielの舞台裏の様子について「ラルクは楽屋で音を鳴らすことがかなり多いバンド」「全体的な印象としては、かなりアスリート的なバンドだと感じた。特にメンバー間で多くの会話をするという感じではなく、ただ始まりのゴングに備えて自分なりのコンディションを組み立てている、その為の最小限の情報量の楽屋なのである」「僕が舞台裏でのラルクから総合的に感じたのは、それぞれのメンバーが個人の中ではリラックスした状態を保ちながらも、バンドとしては緊張関係を保ち続けているということだった。そして本番直前に円陣を組んで全員で手を合わせた瞬間、一気に一つの生命体になるバンドなのだと思った」と同誌で印象を綴っている。
そして上記ツアーを終えた後、L'Arc〜en〜Cielは2004年7月24日・25日にロック・フェスティバル「THE ROCK ODYSSEY 2004」に出演。所属事務所主催のライヴイベント以外のフェス参加は、これが1995年以来約9年ぶりのこととなった。
さらに2004年7月31日には、アメリカ・メリーランド州ボルチモアのファースト・マリナー・アリーナで、「OTAKON 2004」の一環としてライヴ「Live in USA」を開催している。なお、この公演はL'Arc〜en〜Cielとしては初の海外公演となっている。アジア圏では1998年頃からアルバムリリースを行っていたこともあり、一定の知名度があったが、L'Arc〜en〜Cielが表立った活動のためにアメリカに足を踏み入れるのは、これが初めてのことになった（録音作業やミュージック・ビデオの撮影でアメリカに訪れていたことはある）。アメリカでのライヴ開催に至ったのは、当時L'Arc〜en〜Cielの楽曲「READY STEADY GO」が使われた、アニメ『鋼の錬金術師』の人気が北米で高まっていたことが大きく影響している。バンドの所属事務所の代表を務める大石征裕は、2020年に発表した自身の著書の中で、本公演の開催の経緯について「ソニー・ミュージックはアメリカ現地に「Tofu Records」を設立し、ラルクやPuffy AmiYumi（PUFFYが北米で活動する際に一時期使用していた名義）といった日本文化コンテンツの流通拠点を設けた。その代表者である、YAZ NOYA（現: Lynks International）は、のちの我々の海外活動の一端を担うことになる。そうして2004年にボルチモアで開催されたアメリカ東海岸地域最大のアニメコンベンション「OTAKON 2004」へ出演することになり、これがラルクアンシエル初の海外公演になった」と綴っている。また、大石は同著書で「当日まで"オタク"コスプレのファンが物珍しさで集まってくるのかと思っていたら、ロックファンが1万1千人も集まり、開演前から地響きがするほど床を鳴らし、歓声を上げて迎えてくれた。当時ちょうど『鋼の錬金術師』が北米で人気だったこともあり、ラルクの認知は高まっていたのだ。彼らが海外で、みずからの人気を実感した瞬間だった。本番前のメンバーの高揚ぶりは今でも鮮明に覚えている」と綴っている。この成功を受け、L'Arc〜en〜Cielは2005年以降、海外でのライヴ活動を展開していくことになる。
こうしてアメリカ公演を終えたL'Arc〜en〜Cielは、2004年9月頃から、10thアルバム『AWAKE』の制作に取り掛かっていく。

### リリース形態
フィジカルは、初回限定盤（CD+DVD）と通常盤（CD）の2形態で発売されており、初回限定仕様は3面デジパックとなっている。また、初回限定盤特典として「Shibuya Seven days 2003」などの未公開ライヴ映像や、本作のレコーディング現場の模様を収めたDVDが収録されている。さらに特典として、ソニー・ミュージックエンタテインメント主催の「Sony Music Fes.2004」の一環で開催された、スペシャルライヴ「SMILE TOUR 2004 前夜祭」の無料招待抽選IDが記載されたフォトカードが封入されている。なお、両形態の初回出荷版は、L'Arc〜en〜Cielのアルバムとしては初めてコピーコントロールCDで発売されている。ただ、2005年7月27日には、ソニー・ミュージックエンタテインメントのCCCD廃止の一環により、日本でも通常のCD-DA盤が発売 (内容は通常版と同内容) されることになった。ちなみに、2004年6月29日にTofu Recordsから発表した米国盤は、通常のCD-DA盤でのみリリースされている。
また、2011年6月22日には、スマートフォン向け音楽ダウンロードアプリ、レコチョクにおいてL'Arc〜en〜Cielの楽曲計146曲のダウンロード販売を開始したことに伴い、本作に収録されたシングル表題曲以外の楽曲も配信が開始された。2012年11月7日には、ソニー・ミュージックエンタテインメントがiTunes Storeに参入したことに伴い、日本のiTunesにおいても配信が開始され、これによりほぼ全ての音楽配信サイトにてダウンロード販売が解禁された。
2014年10月22日には、本作を含めたアルバム全12タイトルのハイレゾリューションオーディオ音源が各種音楽サイトで配信された。このハイレゾバージョンでは、内田孝弘（FLAIR）によるリマスタリングが行われている。また、2019年12月11日には、Spotify、Apple Musicをはじめとした各種サブスクリプションサービス（定額制音楽配信）にて、この日までに発表したL'Arc〜en〜Cielの全楽曲のストリーミング配信を全世界で一斉解禁している。
2022年5月18日には、本作を含めた過去に発表したアルバム作品を、メンバー監修の下でオリジナルマスターテープを使いリマスタリングしたボックス・セット『L'Album Complete Box -Remastered Edition-』が発表されている。この作品に収録されたリマスタリングアルバム『REAL (Remastered 2022)』では、ランディ・メリル（Sterling Sound）によるリマスタリングが行われている。ちなみにこのリマスタリングアルバムは、フィジカル発売と同日にダウンロード配信（ハイレゾリューションオーディオ音源含む）およびストリーミング配信が開始されている。
| リリース       | タイトル                | 規格                                                                              | マスタリング・エンジニア                | 備考 |
| -------------- | ----------------------- | --------------------------------------------------------------------------------- | --------------------------------------- | --- |
| 2004年3月31日  | SMILE                   | - CD（＋DVD） - CD                                                                | ハウィー・ウェインバーグ （Masterdisk） | - 初回盤には『SMILE』の音源を収めたCDの他、未公開ライヴ映像や本作のレコーディング現場の模様を収めたDVDを収録 - 日本の他、アジア各国でもCDを販売 - 2004年6月29日には、Tofu Recordsから米国盤がリリースされている。なお、米国盤はCCCDでなくCD-DA盤で発売された。また、米国盤にはボーナストラックとして「READY STEADY GO (hydeless version)」が収録されている - 2005年7月27日には、ソニー・ミュージックエンタテインメントのCCCD廃止の一環で日本でも通常のCD-DA盤が発売されている |
| 2011年6月22日  | SMILE                   | - ダウンロード配信                                                                | ハウィー・ウェインバーグ （Masterdisk） | シングル表題曲として発表された「READY STEADY GO」「瞳の住人」は過去に配信開始済（いずれもシングルバージョンを配信済） |
| 2014年10月22日 | SMILE                   | - ハイレゾリューションオーディオ配信                                              | 内田孝弘（FLAIR）                       | - |
| 2019年12月11日 | SMILE                   | - ストリーミング配信                                                              | ハウィー・ウェインバーグ （Masterdisk） | - |
| 2022年5月18日  | SMILE (Remastered 2022) | - CD - ダウンロード配信 - ハイレゾリューションオーディオ配信 - ストリーミング配信 | ランディ・メリル （Sterling Sound）     | フィジカルはボックス・セット『L'Album Complete Box -Remastered Edition-』に収録 |

## 評価

### 批評
- 音楽ライターの小杉俊介は『ROCKIN'ON JAPAN』のレビューにて、「ブランクもあったし、その間にはシーンも激変したし、メンバーそれぞれ意識の変化もあったはずだし、そしてそれらは作品にちゃんと影響しているのに根本は変わっていない。もう一度幻想の城を築き直すのは決して易しいことではなかったはずだが、彼らはいともあっさりとそれをやってのけた[35]」と本作について評している。また、小杉は「浪花節的メンタリティーに依然支配されたままのこの国のヒットチャートの中で、＜泣き＞にも＜共感＞にも一切頼らないラルクが勝ち続けている事実は、賞賛してすぎることはないと思う[35]」と評価している。さらに楽曲については「"READY STEADY GO"で顕著なように、hydeのヴォーカルが男性的な荒々しさを増した[35]」と綴っている。- ロッキング・オン『ROCKIN'ON JAPAN』（2004年4月号）
- 音楽ライターの金光裕史は『音楽と人』のレビューにて、「4人に『SMILE』という思いを共有させたもの。それは、さあ走るぞ、やるぞ、という意思、ではなかっただろうか。音楽性でも、スケジュールでも、人間関係でもなんでもない。何をやる、とか、そういう手段とか方法が問題なんじゃない。やろうぜ、っていう、とてもシンプルな気持ちだ。（バンドメンバーが）それぞれ考えることは違うはずだし、とらえ方なんて千差万別なんだから、細かいディティールは合うはずがない。そんなことはもうわかる大人になった。それでも、走り出そうぜという気持ちだけは、確かに4人が同じように持っている。今は、それさえあればきっとひとつに向かっていける。それは、バンドを組んだばかりの頃にあったはずの、そう、あの空気だ。アルバムに耳を傾ければそれがわかる。どこか青く、初々しいのだ[36]」と本作についてコメントしている。また、金光は収録楽曲について「もともとそうであったけれども、楽曲的な部分で、4人のカラーがはっきりと分かれた、さまざまなタイプの10曲。これは、ソロという活動を行なう中で、余計なものが削ぎ落とされ、それぞれの持つカラーが明確になった、その結果なのだろう、と思う[36]」と綴っている。- シンコー・ミュージック『音楽と人』（2004年4月号）
- 音楽ジャーナリストの柴那典は『別冊宝島』のレビューにて、本作に関し「もともと"解散説"のささやかれることの多いバンドではあるけれど、そういう憶測の根底には「ラルク アン シエルという4人から生まれる化学反応に、メンバーそれぞれが可能性を見出せなくなったんじゃないか？」という聴き手側からの不安があったんだろうと思う。が、このアルバムはそんな思いを吹き飛ばすような快作になった[37]」と評している。また、柴は収録楽曲について「高らかに復活を告げるシングルとなった"READY STEADY GO"、切り裂くような鋭いギターリフを持つ"Lover Boy"など、アッパーに駆け抜けるようなテンションの曲が多いのもこのアルバムの一つの特徴。それでいて、ヘヴィなギターとストリングスが絡み合い5分の間にどんどんとサイケデリックな展開を見せていくken作の"Coming Closer"、サイバーな雰囲気とグラム・ロック的なビートが融合したyukihiro作の"REVELATION"など、ラルクならではの特殊なサウンド・センスも存分に発揮されている。かと思えば、染み渡るようなメロウネスを持つ壮大なバラードの"瞳の住人"もある。「ラルク アン シエルというバンドが持っている武器」がどういうものなのかを、全10曲の中であらゆる方向から再び突き詰めているのである。だからこそ、このアルバムには"第2の初期衝動"のようなムードが色濃く漂っている[37]」と綴っている。- 宝島社『別冊宝島1399 音楽誌が書かないJポップ批評47 L'Arc-en-Cielの奇跡』（2007年2月）
- CDジャーナルは、本作について「得意の構成美も織り交ぜながら、初期衝動的なラフさをも感じさせるなど、幅の広さが表われた内容に仕上がっている[38]」と評している。また、収録曲の"瞳の住人"に触れ、「骨太のバンド・サウンドと幻想的なサウンド・エフェクトのなかで壮大なメロディが舞う[39]」「ストリングスももちろん素晴らしいが、天高く突き抜けるようなファルセットをクリアに響かせるhydeに、歌唱力の高さを感じずにはいられない[38]」とコメントしている。- CD Journal『L'Arc〜en〜Ciel / SMILE』

### チャート成績
- 発売初週の2004年4月12日付のオリコン週間アルバムチャートにおいて、宇多田ヒカルが本作と同日に発表したシングルコレクションアルバム『Utada Hikaru SINGLE COLLECTION VOL.1』に次ぐ週間2位を獲得している。なお、同年度のオリコン年間アルバムチャートでは年間35位を記録している。

## 収録曲
| #         | タイトル                 | 作詞      | 作曲      | 編曲                                            | 時間  |
| --------- | ------------------------ | --------- | --------- | ----------------------------------------------- | ----- |
| 1.        | 「接吻」                 | hyde      | ken       | L'Arc〜en〜Ciel, Hajime Okano                   | 4:24  |
| 2.        | 「READY STEADY GO」      | hyde      | tetsu     | L'Arc〜en〜Ciel, Hajime Okano                   | 3:45  |
| 3.        | 「Lover Boy」            | ken       | ken       | L'Arc〜en〜Ciel, Hajime Okano                   | 4:45  |
| 4.        | 「Feeling Fine」         | hyde      | ken       | L'Arc〜en〜Ciel, Hajime Okano                   | 4:16  |
| 5.        | 「Time goes on」         | tetsu     | tetsu     | L'Arc〜en〜Ciel, Hajime Okano                   | 4:43  |
| 6.        | 「Coming Closer」        | hyde      | ken       | L'Arc〜en〜Ciel, Hajime Okano, Hiroaki Sugawara | 5:14  |
| 7.        | 「永遠」                 | hyde      | hyde      | L'Arc〜en〜Ciel, Hajime Okano                   | 4:39  |
| 8.        | 「REVELATION」           | hyde      | yukihiro  | L'Arc〜en〜Ciel, Hajime Okano                   | 3:18  |
| 9.        | 「瞳の住人」             | hyde      | tetsu     | L'Arc〜en〜Ciel, Hajime Okano                   | 5:55  |
| 10.       | 「Spirit dreams inside」 | hyde      | hyde      | L'Arc〜en〜Ciel, Hajime Okano                   | 3:43  |
| 合計時間: | 合計時間:                | 合計時間: | 合計時間: | 合計時間:                                       | 44:42 |

| #         | タイトル                                   | 作詞      | 作曲      | 編曲                                            | 時間  |
| --------- | ------------------------------------------ | --------- | --------- | ----------------------------------------------- | ----- |
| 1.        | 「接吻 - Remastered 2022」                 | hyde      | ken       | L'Arc〜en〜Ciel, Hajime Okano                   | 4:24  |
| 2.        | 「READY STEADY GO - Remastered 2022」      | hyde      | tetsuya   | L'Arc〜en〜Ciel, Hajime Okano                   | 3:45  |
| 3.        | 「Lover Boy - Remastered 2022」            | ken       | ken       | L'Arc〜en〜Ciel, Hajime Okano                   | 4:44  |
| 4.        | 「Feeling Fine - Remastered 2022」         | hyde      | ken       | L'Arc〜en〜Ciel, Hajime Okano                   | 4:16  |
| 5.        | 「Time goes on - Remastered 2022」         | tetsuya   | tetsuya   | L'Arc〜en〜Ciel, Hajime Okano                   | 4:43  |
| 6.        | 「Coming Closer - Remastered 2022」        | hyde      | ken       | L'Arc〜en〜Ciel, Hajime Okano, Hiroaki Sugawara | 5:14  |
| 7.        | 「永遠 - Remastered 2022」                 | hyde      | hyde      | L'Arc〜en〜Ciel, Hajime Okano                   | 4:39  |
| 8.        | 「REVELATION - Remastered 2022」           | hyde      | yukihiro  | L'Arc〜en〜Ciel, Hajime Okano                   | 3:18  |
| 9.        | 「瞳の住人 - Remastered 2022」             | hyde      | tetsuya   | L'Arc〜en〜Ciel, Hajime Okano                   | 5:55  |
| 10.       | 「Spirit dreams inside - Remastered 2022」 | hyde      | hyde      | L'Arc〜en〜Ciel, Hajime Okano                   | 3:44  |
| 合計時間: | 合計時間:                                  | 合計時間: | 合計時間: | 合計時間:                                       | 44:42 |

## 楽曲解説
1. 接吻
  - 作詞: hyde / 作曲: ken / 編曲: L'Arc〜en〜Ciel & Hajime Okano

1980年代のエレポップを彷彿とさせるキーボードの音色と、メタリックなギターサウンドが印象的な楽曲。この曲がアルバムの1曲目に選ばれたことについて、yukihiroは「出だしもカッコいいなと思ったんで、1曲目がいいなと思ってた[40]」と本作発売当時に受けたインタビューで述べている。また、yukihiroは本作に収録された楽曲全体の流れについて「今回は曲順も、ほとんど僕が考えてたのに近いんで、違和感なかった[40]」と語っている。なお、この曲のタイトルは「せっぷん」ではなく「くちづけ」と読むのが正式となっている。
作曲者のken曰く、この曲のデモ音源は、2001年9月に発表したシングル「Spirit dreams inside -another dream-」をレコーディングしていた頃に制作されていたという[41]。また、kenはデモを作った当初、1980年代のニュー・ウェイヴ、具体的にはデペッシュ・モードを意識したアレンジを考えていたという。このkenのイメージを踏まえ、作詞を担当したhydeは同バンドのボーカル、デイヴ・ガーンを意識して歌録りを行っている。後年hydeは、音楽雑誌『Rolling Stone Japan』で行われた「HYDEをかたち作った6枚」というレコメンド企画において、「最近はあまりないけど、ラルクでちょっとデペッシュ・モードっぽく歌いたいなって時がよくあって。例えば「接吻」って曲は、まさにkenがデペッシュ・モードを意識して作ってきた曲だったので、"デペッシュ・モードで歌いたい"とリスペクトの気持ちを込めて歌いました[42]」とコメントしている。余談だが、デペッシュ・モードはL'Arc〜en〜Cielのメンバー4人全員が「影響を受けた・好きなアーティスト」として頻繁に名前をあげているバンドである。この曲の作詞・作曲を担当していないtetsuyaとyukihiroも、hyde、kenと同様に、音楽雑誌または自身の単行本のディスクレコメンド企画で同バンドのアルバムをあげている[43][44]。
ただ、上記のようにニューウェイヴ・サウンドを意識してデモを作ったが、今回この曲のギター録りを行うにあたり、kenは「3年の間に気分がちょっと変わった[10]」と語っており、楽曲イメージに変化があったことを示唆している。また、kenはこの曲のレコーディングを振り返り「（アルバム制作の）直前にメタリカの新作（『セイント・アンガー』）を聴いてたんですよ。そこでダウンピッキングで速いのとか弾いてて、"これちょっと面白いな"と思って。この曲でも全部ダウンで弾いてみようかなと思った[10]」と語っており、結果的にデモ音源になかったヘヴィ・メタリックなギターが曲に採り入れられることになった。なお、kenはこの曲について「寝かせておいていい曲になった」と述べている。
ちなみに、この曲で鳴っているイントロのギターは、約3年前に録ったデモ音源のテイクが採用されている。そのためこの曲は、約3年前に収録したギターリフの後に、新録のギター、ベース、ドラムの音が入ってくる、"3年前と現在が繋がるアレンジ"に仕上げられることになった。なお、tetsuyaはこの曲のベース録りで4弦ベースを使用しているが、ギターソロの部分で1箇所だけノーマルの4弦で出ない音をパンチインしている[45]。
余談だが、2007年に発表したアルバム『KISS』を引っ提げて開催したライヴツアー「TOUR 2007-2008 THEATER OF KISS」のセットリストにおいて、楽曲をメドレー形式で披露するブロックが設けられていた。そしてメドレーのラストにおいて、アルバムタイトルの『KISS』にちなみ、この曲のイントロから歌い出しのフレーズである＜接吻を交わそう＞の部分までを披露する演出が取り入れられた。なお、同ライヴツアーの最終公演となる2008年2月17日のマリンメッセ福岡公演に限り、この曲のフルサイズがサプライズで演奏されている。
2. READY STEADY GO　 (※)シングル発売時に制作されたMV映像
  - 作詞: hyde / 作曲: tetsu / 編曲: L'Arc〜en〜Ciel & Hajime Okano

2004年2月に22ndシングルの表題曲として発表された楽曲のアルバムバージョン。
2000年代のU.S.ポップ・パンクの雰囲気を纏ったスリリングなスピード感にあふれたロック・ナンバー。作曲者のtetsuya曰く、デモを制作していた段階ではプリンスをイメージしていたといい[46]、デモ音源は完成した音源と比べるとテンポの遅いアレンジで[46]、もっと跳ねたリズムだったという[46]。そして、仮タイトルも当初の楽曲イメージを反映し、「プリンス」と名付けられていた[46]。
デモ音源をもとにL'Arc〜en〜Cielとして楽曲制作を行うにあたり、tetsuyaの中で「グッド・シャーロットみたいにしたいな、もうちょっとパンキッシュにしたいな[46]」と考えが変わり、パンクを意識した楽曲にアレンジし直されることになった。また、制作過程において、hydeの提案により、デモ音源からテンポを上げてレコーディングが行われている[47]。なお、デモからテンポを上げるというレコーディングでのhydeとtetsuyaのやり取りは、本作の初回限定盤に付属する特典DVDに収められている。ちなみにこの曲をライヴで披露する際は、デモからテンポを上げた完成版の音源よりも、さらにテンポアップすることが多い。
前述のような経緯から、この曲のアレンジをパンキッシュな方向に変更することとなったが、メンバーそれぞれでパンク・ロックと聞いてイメージする音楽が異なっていたという。ちなみにhydeのイメージするパンクはイギー・ポップで[45]、yukihiroのイメージするパンクはダムドだったという[48]。また、kenは明るいポップなパンクをあまり聴かないため、hydeと同様に「イギー・ポップっぽくすればいいんじゃないか[10]」と考えていたと述懐している。結果的に、メンバー4人が「パンク」というテーマで想像する、様々なサウンドイメージを内包したアレンジが施されることになった。この曲のレコーディングを振り返り、tetsuyaは「自分のなかでのパンクの解釈は、今のアメリカのパンクだったので。でもyukihiroのなかではダムドの「ニュー・ローズ」だったみたいで。ふたりのなかでイメージする時代がまったく違っていたという（笑）。じゃあダムドでちょっとやってみようかっていうことになって、やってみたら、これはこれでありだなと。この曲はそういうところも楽しみながら、作ってました[46]」「この曲に関しては、最初からどう転がってもいいという意識がありました[46][49]」「結局、何をやっても、この4人で演奏すると、自然にラルクになっていくんですよ[49]」とシングル発売当時のインタビューで語っている。なお、yukihiroは、tetsuyaが言うように、この曲のドラム録りでは「ダムドを意識していた」と本作発売当時に述べている[25]。ちなみにtetsuyaは、レコーディングする際、全弦を半音下げたチューニングでベースを弾いている[45]。
なお、tetsuyaはこの曲がシングル表題曲に選ばれると思っていなかったようで、シングル発売後のインタビューで「まあボツかな〜ぐらいに思ってた曲で。まさかシングルになるとは思ってなかったんで（笑）。最初作った時はもう少しテンポも遅くてリズムもはねてたんで、アルバムの中に一曲あっていいかな、ぐらいの曲だった。作りもシンプルだし、ラルクらしくないっちゃらしくないし[50]」と述懐している。
この曲はライヴにおいて大きな盛り上がりを見せる曲の一つとなっており、公演の幕開けとなる一曲目やアンコール前の公演本編ラストに演奏されることが多く、L'Arc〜en〜Cielの2000年代後半以降のライヴにおけるスタンダードソングになっている。
タイトルにシングル版とのバージョン違いを示す表記はされていないが、アルバムミックスで収録されている。本作に収録されたアルバムバージョンでは、曲の冒頭にhydeの＜Are you ready?＞という掛け声が収録されており、アウトロは次曲と音が連続した構成になっている。
なお、本作の先行シングル「瞳の住人」には、hyde以外がボーカルを務めた「READY STEADY GO」が一曲ずつ収録されている。kenがボーカルを担当したバージョンは「READY STEADY GO (ken READY)」、tetsuyaがボーカルを担当したバージョンは「READY STEADY GO (tetsu READY)」、yukihiroがボーカルを担当したバージョンは「READY STEADY GO (yukihiro READY)」というタイトルが付けられている。
3. Lover Boy
  - 作詞・作曲: ken / 編曲: L'Arc〜en〜Ciel & Hajime Okano

イントロの歪んだギターリフを切り貼りして繋ぎ合わせたようなギターロック・ナンバー。前作『REAL』を制作していた頃よりも前にデモが作られていた楽曲で[41]、作詞・作曲を担当したken曰く「これが（アルバムの中で）一番古いんすよ。どっかのアルバム・タイミングで出してボツった[41]」という。
この曲の着想は、kenが音楽雑誌『B=PASS』の企画で静岡・下田の温泉に訪れた際に生まれており[11]、ken曰く「こんな曲があったら面白いよね」というスタッフとの会話がきっかけになったという[10]。この曲のイメージについて、kenは「ギターリフを切り取ってコラージュしたような曲にしたかった[10]」「"ドラムのフレーズ・サンプルとギターのフレーズ・サンプルで出来てるような曲が作りたい"と思って[11]」と語っている。ちなみにこの曲の仮タイトルは、この曲の発想が生まれた場所と時間を踏まえ「下田朝5時半」と付けられている[51]。
kenは、この曲の制作を振り返り「もちろん実際は生で演奏してるんだけど、パッと聴き、出だしのAメロもサビも、1つのフレーズを貼っていったら何とかなりそうな感じだよね。それに対して、どっちともとれるコードだったら、ベースのルートだけ変えてみたりっていう。その上で、メロディー展開して、どんどん広がっていくような曲にしたいなと思って[11]」と述べている。
歌詞も作曲と同様にkenが手掛けており、L'Arc〜en〜Ciel名義の楽曲としてはこの曲で初めてkenが作詞を担当している。この曲の発表により、メンバー4人全員がL'Arc〜en〜Cielで作詞・作曲両方を経験したことになった。なお、kenは2003年に自身が結成したロックバンド、SONS OF ALL PUSSYSで多くの歌詞を書いているが、これが大きな経験になったと本作発売当時のインタビューで述懐している[10]。kenは、この曲の作詞作業を振り返り「自分の書いた詞を（SONS OF ALL PUSSYSとして）世に出すことを繰り返すうちに、自分の気持ちを言葉に乗せる照れがなくなった[10]」と語っている。ちなみに、タイトルの「Lover Boy」は「色男」や「男娼」を意味する言葉であるが[52]、作詞を担当したkenにはそういった意味をタイトルや歌詞に含めた意図はなかったという[52]。ken曰く、この曲の歌詞は「恋愛体質の人[52]」をモチーフにしているという。
なお、この曲は、2004年に開催したバンド初の海外ライヴ「Live in USA」の後のL'Arc〜en〜Ciel名義の公演において、長きにわたり演奏されていない。ただ、2009年にkenがソロ名義で開催したライヴツアー「Ken TOUR 2009 "LIVE IN PHYSICAL"」でこの曲のセルフカバーが披露されている。
4. Feeling Fine
  - 作詞: hyde / 作曲: ken / 編曲: L'Arc〜en〜Ciel & Hajime Okano

ベイ・シティ・ローラーズの「サタデー・ナイト」を彷彿とさせるイントロから始まるメロディアスなポップ・ロック。この曲の原型は、L'Arc〜en〜Cielが活動休止状態となっていた期間中に、kenにより制作されている[11]。また、ken曰く、「L'Arc〜en〜Cielで演ってみたい曲の2曲」のうちのひとつとして、原型を作ったという[11]。なお、残りの1曲は「Coming Closer」で、本作の6曲目に収録されている[11]。
作曲を担当したkenは、2001年にL'Arc〜en〜Cielの活動が止まった後、休暇中や別バンドでの活動中に、ロック・フェスティバルやライヴイベントに演者・観客として参加するなど、これまでの活動で得たものとは違った経験をしてきたという。こういった経験がkenの音楽観に変化をもたらし、自身の楽曲制作の姿勢にも影響があったことを当時のインタビューで示唆している[10]。そのため、これまでにkenが作ってきた楽曲と比較すると、かなりの異色なポップスに仕上げられている。
この曲を制作するに至った心境の変化について、kenは「（これまでは）明るい曲って受けつけなかったんですね。終止するところがマイナーでないと嫌だ、みたいなところがあって。でも、（L'Arc〜en〜Cielの活動が止まった）3年の間に明るい曲が人を元気にしたり、カーステで鳴らしてイエーイっていうだけでも音楽の意味があるんじゃないかと思い始めて。そういう曲も書いてみたいなと思って書き始めた[10]」と語っている。なお、kenはこの曲の出来栄えについて「自分の中では"ちょっと異色くらいで、かなり直球"だと思ってたのに…なんか"変だ変だ！"って、よく言われますね[41]」と本作発売当時に述べている。
さらにkenは、この曲の制作イメージについて「映画とか見てて、曲は知ってるけど名前を知らないようなバンドのフォークとロックとポップスが混じった様な時代の音楽ってあるじゃないですか。ああいうニュアンスの曲が書きたかった[10]」「'60年代'70年代くらいのロックというかポップスというか。なんかこう…脳天気なんだか悲しいんだか、分からない曲ってあるじゃないですか。「カリフォルニア・ドリーミング」（ママス&パパス）みたいな。ああいう感覚で作りました[41]」と述べている。
ちなみにこの曲は、2004年に開催したバンド初の海外ライヴ「Live in USA」の後の公演において、長きにわたり演奏されていない。
また、2007年にはパートチェンジバンド、P'UNK〜EN〜CIELとして、yukihiroのディレクションのもとリアレンジしたうえで、この曲をセルフカバーしている。このセルフカバーは、31stシングル「MY HEART DRAWS A DREAM」に「Feeling Fine 2007」として収録されている。なお、このセルフカバーでは、yukihiroの意向により、イントロがハノイ・ロックスを意識したリズムにアレンジされている[53]。
5. Time goes on
  - 作詞・作曲: tetsu / 編曲: L'Arc〜en〜Ciel & Hajime Okano

アコースティック・ギターの音色が印象的な、切ないメロディがのせられたポップ・ナンバー。作詞・作曲を担当したtetsuyaは、この曲の制作を振り返り「2002年にニューヨークでノー・ダウトのライブを観て、そこから影響を受けて作りました[54]」と語っている。
また、tetsuyaはこの曲のレコーディングで、6弦ベース、コーラスの他に、ギターソロも担当している。この曲のギターソロはデモ音源でtetsuyaが弾いていたものがそのまま採用されており、kenはこの曲のギター録りではアコースティック・ギターだけを弾いている[10]。なお、tetsuyaは、この曲のギターソロパートをライヴで演奏する際、自身のシグネイチャーモデルの6弦ベース「ESP Bandit Six」とピッチシフターで代用し弾いている。
ちなみにこの曲は、2004年に本作を引っ提げて開催したライヴツアー「SMILE TOUR 2004」の後のL'Arc〜en〜Ciel名義の公演において、長きにわたり演奏されていない。ただ、2016年にtetsuyaがソロ名義の活動において、副題を付けたうえでこの曲をセルフカバーしている。このセルフカバーは、「Time goes on 〜泡のように〜」というタイトルで、tetsuyaの通算10作目のソロシングルの表題曲として発表されている。セルフカバーを発表した際に受けたインタビューで、tetsuyaは「当時のままやってもただのL'Arc〜en〜Cielのカバーになってしまうので、新しい形にするということをテーマとして、初めて一緒に仕事するチームで録音してます[54]」と述べており、安岡洋一郎を共同編曲者として迎え、リアレンジを行っている。また、tetsuyaは同インタビューで、自身が綴った歌詞について「今思うとこの曲も職業作家さんっぽい感覚で歌詞を書いたかもしれません。12年前の歌詞だから、"今だったらこうするな"とか細かい部分で思うことはありますけど、今出しても恥ずかしくない曲だとは思いますね[54]」と語っている。
6. Coming Closer
  - 作詞: hyde / 作曲: ken / 編曲: L'Arc〜en〜Ciel & Hajime Okano & Hiroaki Sugawara

トラディショナルな趣のあるサウンドが印象的なロックナンバー。この曲の原型は、L'Arc〜en〜Cielが活動休止状態となっていた期間中に、kenにより制作されている[11]。また、ken曰く、「L'Arc〜en〜Cielで演ってみたい曲の2曲」のうちのひとつとして、原型を作ったという[11]。なお、残りの1曲は「Feeling Fine」で、本作の4曲目に収録されている[11]。
作曲を担当したkenは、この曲の制作イメージについて「（「Feeling Fine」と比べて）よりラルクのメンバーのプレイを想定して作ったのが「Coming Closer」。yukihiroのドラム、tetsuのベース、俺のギター、それぞれがカッコよくプレイできて、なおかつ何か、チャレンジできるような曲が作りたいと思って書いた[11]」と述べている。また、kenは「こんだけ長いことやってると、少し聴いただけで、コード進行とかわかっちゃうんですよね。ラジオとか聴いてて、この曲うまいこと回してんなぁとか思うし、次の展開もわかってしまう。それが…ある意味嬉しいし、逆に悲しいし。自分が思うある程度ポップスになりえるコード進行っていうのがあって、何十種類もあるとは思うんだけど、やっぱり決まってるんですよね。そのなかでひと工夫しないと、やっぱり新しく聴こえなかったりして。なんかこう…前は、音楽は芸術的じゃないとみたいなところが大きかったんですけど、遊びでいいじゃねぇかっていう…。音楽聴いてて、そういう気分がこの3年の間にちょっとずつ出てきて。だからまずは、そういう気持ち、そういう感覚で曲を作りたいっていうのがあったんです[55]」と述べている。さらにkenは、この曲の制作では「架空の寒い国の民謡[56]」をイメージしていたとも述べている。ちなみにkenは、2019年に自身のSNSアカウントで、この曲についてリスナーから聞かれたときに、「一つの転機になった[57]」と答えている。
また、kenはこの曲の制作において、当時の音楽の流行から離れ、スリーピースのバンドサウンドを中心としたアレンジにすることを考えていたという。kenは、本作発売当時に受けたインタビューで「もう今はどうか分かんないですけど、休んでる間にどんどんヒップホップが流行ってきて、やっぱりリズムは機械の音じゃないですか。機械はその性格上、独立して録れるから、それで迫力をどんどん出せる方向になるじゃない？それと同じような考え方では、バンドやってる人は、なんの太刀打ちもできないんじゃないかと思って。何か…楽器を持ってるところの有利なところって何やろなぁとか、いうのでやった部分はありますね[55]」と語っている。このように、リズムに重きを置いたうえでの楽曲制作だったためか、kenは「yukihiroがドラムに対する"当て書き"なところもあって[58]」と述べている。また、この曲の編曲作業には、バンドの共同プロデューサーである岡野ハジメに加え、キーボーディストの菅原弘明が参加している。
歌詞はhydeが手掛けており、環境破壊をテーマとしたリリックがのせられている。hyde曰く、歌詞に登場する＜君＞や＜母なる君＞というフレーズは、地球のことを指しているという。
ちなみにこの曲は、2004年に本作を引っ提げて開催したライヴツアー「SMILE TOUR 2004」の後のL'Arc〜en〜Ciel名義の公演において、長きにわたり演奏されていない。なお、バンド名義で主催した公演以外のライヴを含めた場合、2004年7月24日・25日に出演したロック・フェスティバル「THE ROCK ODYSSEY 2004」以降、この曲がライヴ演奏されていないことになる。
7. 永遠
  - 作詞・作曲: hyde / 編曲: L'Arc〜en〜Ciel & Hajime Okano

どこかパーソナル色が強い、hydeが大切な人に捧げたというミディアム・ナンバー[36]。本作のレコーディングの合間に設けられた作曲期間中に、hydeが3日でデモを制作した楽曲となっている。作詞・作曲を担当したhydeは、この曲を作ったときの心境について「今回はなんか…無垢な感じかな。純粋な感じの曲がいいなと思って。ま、詞もそういう感じになってるけど、日常は忙しかったけど、何か…優しい曲っていうかね、そういうのがいいなって[12]」と語っている。また、この曲のボーカルには、エコーがかけられており、エフェクティヴなサウンドにアレンジされている。
この曲のデモを聴いた印象について、kenは「ギターの弦6本を掻き毟って弾こうって気分になった曲[10]」と語っている。さらに、yukihiroは自身のドラムプレイについて「8分の6拍子に聞こえないように叩きました（笑）。あからさまな8分の6拍子のドラムはイヤなので[59]」と述べている。
歌詞はhydeが手掛けているが、これまでにhydeが書いた詞と比べ、人との距離が近いリリックに仕上げられている[9]。hydeは、この曲の歌詞について「特に＜永遠＞の詞は純粋な気持ちで書いてるんで、距離感はないかもしれないですね。なんか純粋な愛情を表現してるので[9]」「何かを憎むにしろ何かが悲しいにしろ、それは純粋な感情だと思うんですけど、ここまで純粋に愛情を表現した詞はなかったかもしれないですね[9]」と本作発売当時のインタビューで述べている。また、この曲の歌詞に関し、音楽雑誌のインタビュアーから「何への愛情なのか」と聞かれた際[9]、hydeは「大切な人へです[9]」と答えている。
ちなみにこの曲は、2008年に開催したライブツアー「TOUR 2008 L'7 〜Trans ASIA via PARIS〜」の後のL'Arc〜en〜Ciel名義の公演において、長きにわたり演奏されていない。ただ、2019年にhydeがソロ名義で開催したアコースティックコンサート「HYDE ACOUSTIC CONCERT 2019 黒ミサ BIRTHDAY EVE」において、自身40代最後の演奏楽曲として、この曲がセルフカバーされている。
8. REVELATION
  - 作詞: hyde / 作曲: yukihiro / 編曲: L'Arc〜en〜Ciel & Hajime Okano

インダストリアルを下敷きにしたマシーン・ビートをタフなバンド・サウンドと同期させたロック・ナンバー。この曲の原型は、当初yukihiroが2001年に開始したソロプロジェクト、acid androidで発表することを想定し制作されていたもので[59]、本作に唯一収録されたyukihiro作曲の楽曲となっている。yukihiroは、この曲が生まれた経緯について「acid androidでやろうかと思っていた曲なんですよ。ギターをジャカジャカ弾いてたら、リフが出てきた[59]」と述べている。
なお、L'Arc〜en〜Cielでこの曲を発表するにあたり、原型についていたメロディを白紙化し、hydeが別のメロディをつけ直している[60]。hydeにメロディを作り直してもらった経緯について、yukihiroは「hydeの作る曲は、メロディとか言葉の譜割りとかも、すごく不思議だなって前々から感じていて、「HEAVEN'S DRIVE」とかなんかは、どうやったらああいうふうに歌えるんだろうって思ってたりもしてたんですよ。だからこそ、そういう感覚で「REVELATION」もやっつけてほしかったっていうか[18]」と述べている。また、yukihiroはhydeの制作したメロディについて「俺がメロディ付けたら、こういう風にはなんないですよ。ここまでポップには絶対になんない[60]」と語っている。なお、この曲ではL'Arc〜en〜Cielの楽曲としては珍しく、シャッフルのリズムが採り入れられている[59][60]。
歌詞はhydeが手掛けており、歌詞に登場する＜十の王冠＞や＜42ヶ月の永遠＞というフレーズは、新約聖書の最後に配された聖典『ヨハネの黙示録』に由来している。また、前述の＜十の王冠＞は活動再開前までにオリコン週間シングルチャート首位を獲得した作品数、＜42ヶ月＞はL'Arc〜en〜Cielとして録音作業をしていなかった期間と奇しくも同じであるが、hydeが意図して書いたかどうかは定かでない。
なお、この曲はアルバム『ray』に収録された「trick」とならび、yukihiro作曲の楽曲の中ではライヴで頻繁に演奏される曲となっている。ライヴではイントロ部分、サビ部分、間奏部分でhydeと観客によるコールアンドレスポンスが展開され、大いに会場が盛り上がるナンバーとなっている。ちなみに、ライヴでコールアンドレスポンスする部分のコーラスは、音源ではメンバー4人に加え、共同プロデューサーの岡野ハジメと所属事務所の代表である大石征裕が担当している。なお、これがyukihiroのコーラスが入った初のL'Arc〜en〜Cielの楽曲となった。yukihiroは、この曲のコーラス録りを振り返り「コーラスは今回、初めてやりました。でも、あれってコーラスって言えるんですかね？（笑）[61]」と述べている。
なお、この曲をライヴで披露する際は、メンバー4人が担当パートを変えることも多く、2017年にバンド結成25周年を記念し開催したライヴ「25th L'Anniversary LIVE」では、tetsuyaとyukihiroがギターを、hydeとkenがスタンディングでスチールドラムを演奏している[62]。
余談だが、yukihiroが当初、この曲をacid androidとして発表することを考えていたこともあってか、2006年にacid android名義で発表した楽曲「it's a fine day」の制作において、この曲が大々的にセルフサンプリングされている。なお、「it's a fine day」のメロディは、yukihiroがこの曲の原型に当初つけていたメロが採用されている[63]。ちなみにacid androidは、hydeが2008年に結成したロックユニット、VAMPSと、2009年5月14日にVAMPSが主催したライブイベント「VAMPS LIVE 2009 〜吸血鬼 VS 人造人間〜」で対バンしている。このイベントでacid androidは、VAMPSとセッションしており、yukihiroとhydeで「REVELATION」と「it's a fine day」をマッシュアップしたバージョンを披露している[64]。
9. 瞳の住人　
  - 作詞: hyde / 作曲: tetsu / 編曲: L'Arc〜en〜Ciel & Hajime Okano

2004年3月に23rdシングルの表題曲として発表された楽曲。
弦楽器や鍵盤楽器を大々的にフィーチャーしたクラシカルなバラードソング。この曲は、2001年3月に発表したベストアルバム『Clicked Singles Best 13』に新曲として収録された楽曲「Anemone」のレコーディングと同時期にオケ録りが行われていた楽曲で[65]、ken曰く「ボーカル録りとミックスを待つかたちで置いておかれた[10]」という。
この曲にはギター、ベース、ドラムというロックバンドのオーソドックスなサウンド以外に多くのサウンドが盛り込まれており、パーカッション、ストリングス、ピアノ、シンセサイザーなど、打楽器から弦楽器、鍵盤楽器など多様な種類の楽器がレコーディングで導入されている。さらに、ギターを3本、ベースを2本重ねたオーバーダビングも行われている。
この曲をリリースするにあたり、当初は2001年の音から録り直すことも考えていたという。結果的に2001年までに録り終えた音を多く採用することにしているが、その理由についてkenは「（3年前に）色んなアイデアを散々コラージュみたいに入れちゃってて、もう一回やり直そうにも何をどれだけ入れたかわからないぐらい入れてた（笑）こういう作り方も滅多にないことだし、それを逆にミックスするときにコラージュするみたいに出し入れするのもいいかなと思って、そのままにしましたね[10]」「『SMILE』はわりとストレートなアルバムで、音像もそんなに変わらずにギターがずっと居たりするので、この曲で入れ替わる様を見せれてもいいなと思ってましたね。今録ると多分ギターは一本でずっと弾ききって、こういうアイデアにはならないと思うので[10]」と述べている。また、kenはシングル発売当時のインタビューで、この曲の編曲作業を振り返り「今回、形にするにあたって、フェーダーを上げたり、下げたり、いろいろとやってみたんですよ。こんな音も入っていたんですねっていうのがいっぱいあったので。ピアノもあれば、オルガンもあれば。それをコラージュっぽく、まとめていくことができた。そのことによって、新しく聴こえてきたから良かったのかな[65]」と述べている。ちなみにyukihiroは、この曲のレコーディングの際に、曲の雰囲気を重視し、ドラムの音量を下げて欲しいと進言したという。
なお、作曲者であるtetsuyaは、シングル発売当時に受けた音楽誌の取材の中で、インタビュアーに「この曲はどうやって作られたか」と質問された際に、「夢の中でサビのメロディが出てきた」と語っていたことがある[66]。また、tetsuyaは同インタビューの中で「目が覚めたら、それまで夢の中で作ってたメロディが鳴ってるわけですよ。朝起きても。コレはすごい、と思って。だから俺が作ったんじゃないっちゃあ、ないのかな[66]」と答えているが、真偽の程は定かではない。ちなみに、作詞を担当したhydeは、プロモーションのためテレビ等のメディアに出演した際に、歌詞についてtetsuyaから尋ねられ、「（歌詞も）夢の中で作りたかった」とコメントしている。
また、tetsuyaは、この曲のイメージについて「周りからリクエストが来るんですよ。他のアーティストから。一番多いのが"「Pieces」みたいな曲書いて"っていうのなんですね。そういうオーダーも多かったし。なんとなく自分の中でも「あなた」とか「Pieces」、それと似て非なるもの、超えるものを作りたかったんです[66]」と述べている。なお、弦編曲作業には、マイケル・ジャクソン、エルトン・ジョンなどのアルバムでアレンジやオーケストラの指揮を担当したデヴィッド・キャンベルが参加している。
作詞者のhydeは、この曲の歌詞のテーマについて「ひとつの目標に向かってまっすぐな道を歩いていくというのは難しいし。そこにたどり着くまでにはいろんな寄り道をしながら行かなきゃいけない。"果たして今行ってる道は目標に向かってるのか"。そういうのを詞にしました[67]」と語っている。また、hydeはこの曲の作詞作業をしているときの心境について「この時期、忙しかったこともあって、ある時"なんでこんな忙しいんだろう"ってふと疑問に思ったの。自分が本当に行きたいところってどこなんだろう、どこに行くためにこんな忙しい思いをしてるんだろうって[67]」と述懐している。ちなみに、歌詞の中に＜首輪＞という単語を入れたことについて、hydeは「やっぱリアリティーがないと嘘っぽい詞になると思うし。自分的には首輪的フレーズが一番リアルだから[67]」と理由を語っている。
なお、この曲は、L'Arc〜en〜Cielがこれまでに発表してきた楽曲の中でも非常にキーの高い曲であり、楽曲中の最高音はhihiAとなっている。特にサビのキーの高さに、実際に歌うhydeよりも周りのスタッフの方が驚いていたという[67]。この曲のボーカルキーの高さについて、hydeは「作曲段階からみんなそればっか言ってて（笑）。でも、よくよく考えれば、みんなそこに耳がいくってことは、それだけキャッチーってこと[67]」と述べている。
なお、この曲はL'Arc〜en〜Cielのリスナーからの人気が非常に高い楽曲となっており、作曲者であるtetsuyaはソロ名義で開催したライヴで何度かセルフカバーしている。余談だが、2016年に音楽情報サイト、BARKSが行った「L'Arc〜en〜Cielの好きな曲BEST3」という企画で、山中拓也（THE ORAL CIGARETTES）がこの曲を1位に選んだこともある[68]。他にも、シンガーソングライターの草野華余子が、2021年3月3日放送のテレビ朝日系番組『関ジャム 完全燃SHOW』の「プロが選ぶ最強の名曲ベスト30特別編」という企画で、この曲を2位に選出している[69]。
10. Spirit dreams inside　 (※)シングル表題曲バージョンのMV映像
  - 作詞・作曲: hyde / 編曲: L'Arc〜en〜Ciel & Hajime Okano

2001年9月に21stシングルの表題曲として発表された楽曲の全英語詞バージョンで、同シングルのカップリングに収録されたバージョン。kenはこの曲をアルバムの最後に収録した理由について、1曲目の「接吻」の制作がこの曲と同様に3年前から始まっていたことに触れたうえで、「「接吻」で始まって過去から現在に戻っていって、また過去にぐるっと回って一周するような面白いストーリーが出来たんで、この位置での収録になった[10]」と語っている。
軽快なアコースティック・ギターのサウンドが前面に押し出されたロックナンバー。1990年代からU.S.を中心にラップロックを取り入れたバンドが人気となり、日本でも90年代後半から流行し始めた背景があったが、この曲はあえてラフでリズミカルなロックナンバーに仕上げられている。kenは2001年に受けた音楽誌のインタビューの中で、この曲の制作志向について「今さ、ギター・バンドって言ったらグイグイ刻んでヘヴィーにいくか、ラップみたいなのを絡めるか…みたいな感じでしょ？まあそういうのもいいとは思うけど、俺らのやりたい音楽っていうのは、もっとラフなところのあるロックだったりする[70][71]」と語っている。
この曲はギャガ＝ヒューマックス配給映画『FINAL FANTASY』への楽曲提供依頼を受けて書き下ろされた楽曲で、脚本および製作途中の映像を観たうえでhydeが作詞・作曲を手掛けている[72]。なお、楽曲制作にあたり、映画製作陣から「主題歌としてバラード曲を手掛けて欲しい」と要望があったといい、リクエストを踏まえたバラードソングを当初制作していたという[72]。ただ、hydeは「一応、（バラードも）つくりはしたんだけど、なんか違うなと思って。俺が監督だったら、エンディングには、もっと疾走感のある曲のほうがいいなー、と思ったんでもう1曲つくりました[72]」と述べており、クライアントから要望のあったバラードとは別に、この曲を制作している。結果として、この曲と前述のバラードソングの2曲を映画製作陣に提示したところ、この曲が映画主題歌に選ばれることになった。ちなみに、この曲が主題歌に採用された経緯について、kenは「監督（坂口博信）がこの曲に決めた理由っていうのが、アコギの雰囲気だったって話を聞いた[73]」と述懐している。
また、kenはこの曲のデモ音源を聴いた印象について「曲のもってる疾走感っていうのが、すごく（映画に）マッチしてるんちゃうかと思った。あと、メロのもってる雰囲気が'80年代っぽくて、そこがおもしろいなって[73]」と語っている。
なお、この曲はL'Arc〜en〜Cielとして初めてkenがラップ・スチールを導入した楽曲となっている。スティール・ギターを導入した経緯について、kenは「前から使ってみたいと思ってて、ディストーション・ギターとの絡みとして使ったらおもしろいんちゃうかなと思って。楽器を初めて使うときって、案外面白いことができたりするんだよね。そういう意味で、ドブロ（金属でできたギター）も使ってみたいと思って[73]」と述べている。ちなみに、レコーディングで使用したドブロ・ギターはhydeが所有していたもので、kenはhydeから借用しギター録りを行っている[73]。
さらにこの曲のレコーディングでは、hydeが初めてレコーディングでアコースティック・ギターを担当している。これはkenがhydeにリクエストしたことがきっかけとなっている。hydeにアコギを弾いてもらった経緯について、kenは「（自分で弾くと）俺の弾いたエレキ・ギターとリズムがいっしょになりすぎていややな、と思ったから[73]」と述べており、ボーカリストであるhydeの持っているリズム感が楽曲に取り入れられることになった[73]。また、この曲のドラムプレイでは随所にダブルストロークが用いられている。yukihiroは、この曲のリズムアプローチについて「普通の2拍4拍にするのがイヤだったので、そうならないように（リズム）パターンを考えてという感じですね[74]」と語っている。
歌詞は、上記映画の脚本を読んだうえでhydeが手掛けている。脚本を読んだ感想について、hydeは「台本を読んで、最後に思ったのは"なんだ誰も悪い人いないんだ"だった[72]」と述べており、映画に登場する「ファントムと呼ばれる"地球を侵略しに来たエイリアン"」をあえて主人公と見立てたストーリーを歌詞の中で描いている[72]。また、hydeは歌詞を手掛けるにあたり、「せっかく（FFチームと）いっしょにつくってるんだから、映画がもつスピリットをより強く感じさせるものにしたいし。シチュエーションに合うものをつくることでの、相乗効果ってものが欲しい[72]」と考えていたという。hydeが手掛けた歌詞の印象について、yukihiroは「物事のとらえ方にしてもことばの使い方にしても、いつもへーっと思いますよ。今回も"やられる側"というか"エイリアン側"の立場で、という話を最初に聞いて、おもしろいなと思いましたね[74]」とシングル発売当時に述べている。
また、リリックを全英語詞にするにあたり、hydeは訳詞家のリン・ホブデイとディスカッションしながら作詞作業を進めている[72]。ちなみに、この曲を含め、1999年頃からL'Arc〜en〜Cielの楽曲の歌詞に英語詞のフレーズが増え始めているが、このリリックの変化についてhydeは「昔は、日本語にすごいこだわりがあって、どう聴いても英語のほうがハマる曲でも日本語を乗せてたころもあって。ここ何年かは、なんか素直になったっていうか、ふだん聴いてる曲が英語の曲ばっかだから。むしろ英語のほうが好きっていうくらいの感じになったかな[72]」と述べている。
なお、この曲は、シングル発売の約2ヶ月前に発売された前述の映画のサウンドトラック『FINAL FANTASY ORIGINAL MOTION PICTURE SOUNDTRACK』に先行収録されている。
余談だが、この曲は2004年から開催したライヴツアー「SMILE TOUR 2004」、同年7月31日にアメリカ・ボルチモアのファースト・マリナー・アリーナで開催したバンド初の海外公演「Live in USA」を最後に、長きにわたり演奏されていない。ちなみに、2004年に行った前述のライヴツアーでこの曲を披露した際、hydeはフェルナンデスの特注モデルブランド、P-PROJECTの「AI-H」というテレキャス・シェイプのセミホロウ構造のエレクトリックアコースティックギターを弾きながら歌唱している[75]。なお、このエレアコには従来のスティール弦ではなく、ブロンズ弦を張っているという[75]。
11. READY STEADY GO (hydeless version)
  - 作曲: tetsu / 編曲: L'Arc〜en〜Ciel & Hajime Okano

米国盤のみのボーナストラック。hydeによるメインボーカルを抜き取った「READY STEADY GO」のインストゥルメンタルバージョン。

## 初回限定盤特典DVD
1. 2001.08.29 東京国際フォーラム
「Spirit dreams inside」
2. 2003.06.25 Akasaka BLITZ 「Akasaka Zero day」
「Promised land」
3. 2003.07.06 国立代々木競技場第一体育館 「Shibuya Seven days 2003」
「fate」
「花葬」
「forbidden lover」
「Shout at the Devil」
「HONEY」
4. 2003.07.13 - 2004.01.14 「SMILE」Recording
5. 2003.12.26 日本武道館 「天嘉-弐 -DANGER II-」
「READY STEADY GO」

## クレジット
フィジカルアルバムに付属するブックレットより転載。日本語表記が確認出来ない部分に関しては原文ママとする。
- hyde：Vocal
- ken：Guitar
- tetsu：Bass
- yukihiro：Drum

| 接吻 - L'Arc〜en〜Ciel & 岡野ハジメ：Arranged - ken：Keyboard & Programming - 比留間整：Recorded, Mixed - Keiko Koizumi：Recorded READY STEADY GO - L'Arc〜en〜Ciel & 岡野ハジメ：Arranged - ken：Keyboard & Programming - tetsu：Keyboard & Programming, Background Vocal - 岡野ハジメ：Keyboard & Programming - 比留間整：Recorded, Mixed Lover Boy - L'Arc〜en〜Ciel & 岡野ハジメ：Arranged - yukihiro：Metal Percussion - 比留間整：Recorded, Mixed Feeling Fine - L'Arc〜en〜Ciel & 岡野ハジメ：Arranged - ken：Keyboard & Programming - 岡野ハジメ：Keyboard & Programming - yukihiro：Percussion - 比留間整：Recorded, Mixed - 近藤圭司：Recorded Time goes on - L'Arc〜en〜Ciel & 岡野ハジメ：Arranged - ken：Keyboard & Programming - tetsu：Keyboard & Programming, Guitar Solo, Six Strings Bass, Background Vocal - 岡野ハジメ：Keyboard & Programming - 小池敦：Keyboard, Manipulate - 比留間整：Recorded, Mixed - 近藤圭司：Recorded Coming Closer - L'Arc〜en〜Ciel & 岡野ハジメ & 菅原弘明：Arranged - 菅原弘明：Strings Arrangement, Keyboard & Programming - 金子飛鳥ストリングス：Strings - ken：Keyboard & Programming, Background Vocal - tetsu：Background Vocal - 比留間整：Recorded, Mixed - 近藤圭司：Recorded 永遠 - L'Arc〜en〜Ciel & 岡野ハジメ：Arranged - ken：Keyboard & Programming - 比留間整：Recorded, Mixed REVELATION - L'Arc〜en〜Ciel & 岡野ハジメ：Arranged - yukihiro：Right Side Guitar, Keyboard & Programming, Metal Percussion, Background Vocal - ken：Background Vocal - tetsu：Background Vocal - 岡野ハジメ：Background Vocal - 大石征裕：Background Vocal - 比留間整：Recorded, Mixed - 近藤圭司：Recorded 瞳の住人 - L'Arc〜en〜Ciel & 岡野ハジメ：Arranged - デヴィッド・キャンベル：Strings Arrangement - 富樫春生：Acoustic Piano - tetsu：Keyboard, Six Strings Bass - 岡野ハジメ：Keyboard - 斎藤仁：Keyboard & Manipulate - 新銅"V"康晃：Recorded - 近藤圭司：Recorded - 比留間整：Mixed | Spirit dreams inside - L'Arc〜en〜Ciel & 岡野ハジメ：Arranged - hyde：Acoustic Guitar - ken：Lap Steel, Keyboard - 岡野ハジメ：Keyboard - 斎藤仁：Manipulate - 比留間整：Recorded, Mixed - 成瀬達仁：Recorded [Produce & Mastering etc] - L'Arc〜en〜Ciel & 岡野ハジメ：Produced - 岡野ハジメ：Directed - 大石征裕：Directed - Michiyo Kobayashi（MAVERICK D.C.,INC.）：Associated - Kazutaka Minemori：Guitar and Bass Technician - Nobuyuki Akani（MAVERICK D.C.,INC.）：Instruments Coordination - Akinori Kaizaki：Assistant Engineer - Keiko Koizumi：Assistant Engineer - Yuki Mitome：Assistant Engineer - Hitomi Suzuki：Assistant Engineer - Hiromitsu Takasu：Assistant Engineer - Mitsuru Shibamoto：Assistant Engineer - リン・ホブデイ：English Translation (#1,#2,#4,#6,#10) - ハウィー・ウェインバーグ（Masterdisk）：Mastered [Artwork etc] - NAMAIKI：Art Direciton & Design - 蜷川実花：Photographer - 行定幸治：Styling - 荒木尚子：Hair & Make - Kaichiro Shirai（Ki/oon Records Inc.）：Line Direction - Ki/oon Records Inc.：Record Company - Atsuya Iwasaki - Kazuo Kinoshita - Soh Fukuda - Toru Yamamoto - Chisako Iizuka - Izumi Okamura - Katsuma Kanbe - Kazunori Sakamoto - Kenichi Hirose - Masahito Ishikawa - Satoshi Seki - Shunsuke Arita - Yasuaki Aoyagi - Yuki Ishida - Yuuji Matsushiro - MAVERICK D.C.,INC.：Artist Management - Kenichi Iida - Ryuichi Kato - Chikashi Momma - Nobuyuki Akani - Kiyoshi Fukushima（THEO） - Atsushi Fujiwara（THEO） - Shoji Suzuki - Naoya Ohashi - Yuko Takagi - 大石征裕（MAVERICK D.C.,INC.）：Executive Producer - 中山道彦（Ki/oon Records Inc.）：Executive Producer |

## タイアップ
| 年     | 楽曲                 | タイアップ                                                    | 出典   |
| ------ | -------------------- | ------------------------------------------------------------- | ------ |
| 2001年 | Spirit dreams inside | ギャガ＝ヒューマックス配給映画『FINAL FANTASY』主題歌         | [ 76 ] |
| 2004年 | READY STEADY GO      | MBS・TBS系テレビアニメ『鋼の錬金術師』第2期オープニングテーマ | [ 77 ] |
| 2004年 | READY STEADY GO      | ヤクルト「養楽多」CMソング（中国）                            | [ 78 ] |
| 2004年 | 瞳の住人             | エクシング「ポケメロJOYSOUND」CMソング                        | [ 79 ] |
| 2006年 | 瞳の住人             | 江崎グリコ「Mousa」CMソング（中国）                           | [ 80 ] |
| 2007年 | Feeling Fine         | 麒麟麦酒「麒麟〈生〉激暢ビール」CMソング（台湾）              | [ 81 ] |
| 2024年 | READY STEADY GO      | ORIHICA 特別WEB動画『READY SUITS GO』                         | [ 82 ] |

## 収録ベストアルバム
- 『QUADRINITY 〜MEMBER'S BEST SELECTIONS〜』 (#2、#5、#6、#8)
- 『TWENITY 2000-2010』 (#2、#8、#9)
- 『WORLD'S BEST SELECTION』 (#2、#9)